# Лафайет (окръг, Флорида)
Вижте пояснителната страница за други значения на Лафайет.
Окръг Лафайет (на английски: Lafayette County) е окръг в щата Флорида, Съединени американски щати. Площта му е 1419 km², а населението - 7022 души (2000). Административен център е град Мейо.